# The Boondock Saints 2 - Il giorno di Ognissanti
The Boondock Saints 2 - Il giorno di Ognissanti (The Boondock Saints II: All Saints Day) è un film del 2009 diretto da Troy Duffy.
Il film è il sequel di The Boondock Saints - Giustizia finale del 1999.

## Trama
I "Santi" sono due fratelli devoti a Dio, che per un'illuminazione si convincono di dover "riportare al Signore" i vari criminali, eliminandoli. Dopo varie peripezie, nel primo film eliminano il capo di una banda mafiosa, facendosi noti tra il pubblico.
Otto anni dopo gli avvenimenti del primo film, un prete viene ucciso con la stessa tecnica dei Santi (i fratelli MacManus) ma da un altro uomo. La polizia viene inviata ad indagare e tra gli ispettori compaiono tre degli agenti coinvolti (e simpatizzanti) con i Santi assieme ad un nuovo agente (Eunice Bloom). Nel frattempo la famiglia MacManus, che si era rifugiata in Irlanda, viene a conoscenza della cosa; adirati i due fratelli Connor e Murphy si imbarcano su un mercantile diretto a Boston per scoprire i colpevoli e vendicarsi, oltre che per tornare a fare il loro "lavoro".
Lungo il tragitto in nave, i Santi incontrano e arruolano uno stravagante messicano, Romeo; una volta sbarcato il rinnovato terzetto inizia a fare "pulizia" della mafia locale, dopodiché il killer del prete li prende di mira, ma l'agente Bloom interviene e li salva, anche se il sicario riesce a fuggire. Si viene a sapere che Bloom aveva fin dall'inizio intenzione di aiutare i 'Santi', avendo ereditato questo compito dall'ispettore Smecker visto nel primo film.
Il killer risulta in realtà un uomo assunto da una misteriosa figura della criminalità bostoniana, 'The Old Man', che nel lontano 1958 aveva avuto a che fare con il Duca, il padre dei MacManus.